# Brassia cochleata
Brassia cochleata là một loài phong lan.